# پارک جونگ سو
پارک جونگ سو (انگلیسی: Park Jung -soo؛ زادهٔ ۱ ژوئن ۱۹۵۳) یک بازیگر اهل کره جنوبی است. او در ایران بخاطر بازی در سریال جواهری در قصر بابازی در نقش بانو پارک (بانوی منشی‌های سلطنتی) و در دونگ یی بابازی در نقش مادر پادشاه شناخته شد.

## زندگینامه
پارک جونگ سو یکی از بازیگران مشهور کره جنوبی است،او کار خود را از سال ۱۹۷۲ با فعالیت در تئاتر آغاز کرد.
و در سال ۱۹۷۴ برنده جایزه بازیگری به عنوان بهترین بازیگر نقش مکمل زن شد و همین، او را تشویق کرد که از سال ۱۹۷۵ به کارش توجه بیشتری بکند و سه سال بعد، او از حرفه بازیگری اش پس از ازدواج با یک بازرگان، بازنشسته شد.
اما در سال ۱۹۸۹ با توجه به ورشکستگی شوهرش در صنعت بازرگانی مجددا به بازیگری بازگشت و به عنوان بازیگر نقش اصلی  در چندین اثر مانند "فصل طوفانی" و "چگونگی زندگی این زن" ظاهر شد.
وی همچنین از این ازدواج، صاحب ۲ دختر شد.
اما پارک جونگ سو در سال ۱۹۹۷ به علت تفاوت های شخصیتی ، طلاق گرفت  و پس از آن، فعالانه به کار خود ادامه داد و نقش های مختلفی را در فیلم ها و سریالهای مختلفی به عهده گرفت و اکنون، در بیشتر سریالها نقش های مادرها و مادربزرگ ها را ایفا می کند.
او همچنین، به خاطر بازی در سریالهای جواهری در قصر در سال ۲۰۰۳ و دونگ یی در سال ۲۰۱۰ به شهرت بسیاری در بسیاری از کشورها دست یافت.
پارک جونگ سو،فارغ التحصیل رشته دارو سازی و گروه مدیریت مدیریت و بازرگانی از دانشگاه دوک سونگیو ی کره جنوبی می باشد. وی ۱۶۴ سانتی متر قد دارد و سرگرمی های خود را خیاطی،تماشای فیلم و مسافرت می داند.وی مسیحی و پیرو مذهب پروتستان می باشد.

## سریال‌های تلویزیونی
| سال  | عنوان                      | نقش                           | شبکه |
| ---- | -------------------------- | ----------------------------- | ---- |
| ۱۹۸۷ | بهشت ما ۲                  |                               | MBC  |
| ۱۹۹۳ | فصل طوفانی                 |                               | MBC  |
| ۱۹۹۳ | خلبان                      |                               | MBC  |
| ۱۹۹۴ | چالش                       |                               | MBC  |
| ۱۹۹۴ | راه زندگی:زن               | آن وو جونگ                    | SBS  |
| ۱۹۹۵ | آیا عشق را بخاطر می‌آورید؟  |                               | MBC  |
| ۱۹۹۵ | LA Arirang                 |                               | SBS  |
| ۱۹۹۶ | اولین عشق                  | مادر شین جا                   | KBS2 |
| ۱۹۹۸ | تانگو در سئول              |                               | SBS  |
| ۱۹۹۸ | عشق من، کنارمن             |                               | KBS1 |
| ۱۹۹۹ | آخرین جنگ                  | مادر جی سو                    | MBC  |
| ۱۹۹۹ | هور جون                    | خانم او                       | MBC  |
| ۲۰۰۰ | بیش از کلمات می‌توان گفت    | او گاپ جین                    | KBS1 |
| ۲۰۰۰ | برف                        | خانم مین                      | KBS2 |
| ۲۰۰۱ | خرس شیرین                  |                               | MBC  |
| ۲۰۰۱ | مثل پدر، برخلاف پسر        | پارک سویی                     | KBS2 |
| ۲۰۰۲ | واگن طلایی                 | جونگ سومی                     | MBC  |
| ۲۰۰۲ | عشق من کیست؟               | پارک کیونگ هوا                | KBS2 |
| ۲۰۰۳ | نردبان سرخ                 | کنگ یون هی                    | KBS2 |
| ۲۰۰۳ | محافظ                      | خانم هونگ                     | KBS2 |
| ۲۰۰۳ | جواهری در قصر              | بانو ی مشی‌ها (پارک یونگ شین)  | MBC  |
| ۲۰۰۴ | مسابقه ساخته شده در بهشت   | مادر جونگ هی                  | MBC  |
| ۲۰۰۴ | وسوسه زیبا                 | جانگ کوم سیل                  | KBS2 |
| ۲۰۰۴ | رودخانه افسانه‌ای هان       | پارک دان اوک (مادر)           | MBC  |
| ۲۰۰۵ | لطفاً ازدواج کنید           | مادر نا یونگ                  | MBC  |
| ۲۰۰۵ | Hong Kong Express          | شین کیونگ جا                  | MBC  |
| ۲۰۰۵ | لبخند روز بهاری            | مادر Dae Boem                 | MBC  |
| ۲۰۰۵ | اشک الماس                  | مادر این‌ها                    | SBS  |
| ۲۰۰۵ | دسته عجیب و غریب           | جونگ نارا (مادر)              | KBS1 |
| ۲۰۰۶ | نمایشگاه آتش بازی          | مادر نا این جه                | MBC  |
| ۲۰۰۶ | عشق من                     | مادر ایهان                    | SBS  |
| ۲۰۰۶ | متوقف کردن لگد زیاد        | مادر هه می                    | MBC  |
| ۲۰۰۷ | پرنده زمستان               |                               | MBC  |
| ۲۰۰۸ | زن من                      | لی سون هوا                    | MBC  |
| ۲۰۰۸ | عصر طلایی زندگی من         | کیم هی کیونگ                  | MBC  |
| ۲۰۰۹ | از زندگی لذت ببرید         | نااوک بونگ                    | MBC  |
| ۲۰۱۰ | افسانه دونگ یی             | مادر پادشاه (ملکه میونگ سونگ) | MBC  |
| ۲۰۱۰ | سه خواهر                   | پارک یونگ اوک (مادر)          | SBS  |
| ۲۰۱۰ | ملکه وارونه                | نا یونگ جا                    | MBC  |
| ۲۰۱۱ | زندگی در Style             | چون یون دوک                   | SBS  |
| ۲۰۱۲ | بازم شما                   | کیم یی هیون                   | SBS  |
| ۲۰۱۲ | It Was Love                | آن سومی                       | MBC  |
| ۲۰۱۳ | دستم را بگیر               | نا گوم جا                     | MBC  |
| ۲۰۱۳ | Potato Star 2013QR3        |                               | tvN  |
| ۲۰۱۳ | یک کلمه گرم                | خانم چو                       | SBS  |
| ۲۰۱۴ | این جهان،ترسناک نیست       | کنگ میونگ جا                  | MBC  |
| ۲۰۱۴ | اشک‌های بهشت                | خانم جو                       | MBN  |
| ۲۰۱۴ | زن طوفانی                  | لی میونگ آئه                  | MBC  |
| ۲۰۱۴ | آرزویی بکن                 | مادر کنگ جین هیی              | MBC  |
| ۲۰۱۴ | مامان                      | کنگ میونگ جا                  | MBC  |
| ۲۰۱۵ | جامعه پیشرفته              |                               | SBS  |
| ۲۰۱۶ | قرارداد ازدواج             | یون سون یونگ                  | MBC  |
| ۲۰۱۶ | زن خوب                     | او جونگ ایم                   | tvN  |
| ۲۰۱۶ | انسان خوب                  | پارک می سون                   | MBC  |
| ۲۰۱۶ | حسادت مجسم                 | مادر هواشین                   | SBS  |
| ۲۰۱۸ | شوهر من او جاک دو          | پارک جونگ اوک                 | MBC  |
| ۲۰۱۸ | زندگی در مریخ              | مادر کانگ دونگ چول            | OCN  |
| ۲۰۱۹ | شیرین ترین دختر من در دنیا | ها می اوک                     | KBS2 |

## فیلم ها
| سال  | عنوان                                | نقش            |
| ---- | ------------------------------------ | -------------- |
| ۱۹۹۰ | نام جوگون                            | دوست میونگ جا  |
| ۱۹۹۱ | پسر کره ای                           |                |
| ۱۹۹۲ | پسر و عاشق                           | هایون          |
| ۱۹۹۳ | هنگامیکه آدام چشم هایش را باز می کند | مادر هیون جه   |
| ۱۹۹۷ | تغییر                                | مادر گو اون بی |
| ۱۹۹۸ | هفده                                 | مادر یه جین ای |
| ۱۹۹۹ | تا زمانیکه شما را ملاقات کنم         | خانم چویی      |
| ۲۰۰۰ | قطعه کوچک                            | با رو دو       |
| ۲۰۰۲ | قلعه سحرآمیز                         | مادر جی هیه    |
| ۲۰۰۵ | دوقلوها                              | مامان          |
| ۲۰۰۷ | راه آهن                              | مادر هانا      |
| ۲۰۰۷ | ژاپن                                 | هانا کاکه      |
| ۲۰۰۹ | Take Off                             | زن ثروتمند     |